# Exportgewas
Een exportgewas is een landbouwgewas dat wordt verbouwd voor de export.
Exportgewassen zijn in vele gebieden belangrijk voor het inkomen van boeren, maar ook voor de economie van regio's en hele landen. Door het produceren van exportgewassen, bijvoorbeeld cacaobonen, krijgen boeren inkomenszekerheid en kunnen zij met de opbrengst ook scholing en gezondheidszorg betalen. Het op grote schaal (eenzijdig) telen van exportgewassen kan een land of regio ook kwetsbaar maken. Een voorbeeld hiervan is het inzakken van de marktprijs van cashewnoten in 2013 voor de boeren in Guinee-Bissau.
Zo exporteerde Suriname, tijdens de periode van de plantage-economie koffie, suiker, katoen, cacao en indigo. Willem Usselinx, die aan de wieg stond van de West-Indische compagnie schreef in een pamflet uit 1622 dat hij ook druiven en wijn wilde introduceren, maar dit mislukte.
Nederlands-Indië produceerde vooral peper en suiker als exportgewassen.
In Brits-Indië werd papaver, grondstof voor opium, nadat vanaf 1782 de productie sterk werd uitgebreid, een belangrijk exportproduct, dat vooral door de Engelsen naar China werd geëxporteerd.